# مرجع مبنا
مرجع مبنا (دربرگیرنده نقطه مبنا یا سطح مبنا) یا به‌سادگی مبنا (به انگلیسی: Datum reference) (جمع: datums) بخش مهمی از یک شی است - مانند یک نقطه، خط، صفحه، سوراخ، مجموعه‌ای از سوراخ‌ها، یا یک جفت سطح - که به عنوان یک مرجع در تعریف عمل می‌کند. هندسه شی و (اغلب) در اندازه‌گیری جنبه‌های هندسه واقعی برای ارزیابی میزان مطابقت آنها با مقدار اسمی، که ممکن است یک مقدار ایده‌آل، استاندارد، متوسط یا مطلوب باشد. به عنوان مثال، روی چرخ خودرو، سوراخ‌های مهره یک دایره پیچ را مشخص می‌کنند که نقطه‌ای است که می‌توان از آن محل رینگ را تعیین و اندازه‌گیری کرد. این مهم است زیرا توپی و لبه باید در محدوده نزدیک متمرکز باشند (در غیر این صورت چرخ به آرامی نمی‌چرخد). مفهوم مبنا در بسیاری از زمینه‌ها از جمله نجاری، فلزکاری، سوزن‌دوزی، ابعاد هندسی و تحمل (GD&T)، هوانوردی، نقشه‌برداری، ژئودزی (نقطه ژئودزی) و غیره استفاده می‌شود.